# Криворотов, Владимир Иванович
Владимир Иванович Криворотов (26 января 1929, Луганская область, УССР, СССР — 13 января 2012, Симферополь, Украина) — председатель колхоза «Россия» Красногвардейского района Республики Крым (1967—1992), Герой Социалистического Труда.

## Биография
Родился в шахтёрской семье. В 1953 г. окончил Крымский сельскохозяйственный институт имени М. И. Калинина.
Начал трудовую деятельность в должности агронома Красногвардейской МТС № 2. В 1958 году был переведен в колхоз «Россия» Красногвардейского района на должность главного агронома.
В мае 1967 года назначен председателем колхоза «Россия» Красногвардейского района. Сменил скоропостижно скончавшегося первого председателя колхоза Героя Социалистического Труда Петра Семёновича Переверзева. 
Под его руководством в колхозе значительно увеличилась урожайность зерна, фруктов, винограда, получило развитие животноводство. Благодаря ему колхоз «Россия» вошел в число ведущих хозяйств Советского Союза. Колхоз имел 12,5 тыс. гектаров сельхозугодий, в том числе 8 тыс. га пашни. К 1990 г. валовой сбор зерна составлял до 26 тыс. т, фруктов — около 8 тыс. т, свежего винограда — 7—8 тыс., овощей — почти 12 тыс., молока — 17 тыс., мяса — 1,5 тыс. т. Поголовье крупного рогатого скота достигало 17 тысяч. В среднем от фуражной коровы в год получали не менее 4 тысяч литров молока. В колхозе — 6 дошкольных учреждений на 892 места, 2 средние школы, где обучаются 1640 ребят, учебно-производственный комбинат, музыкальная школа, филиал спортивной школы, два Дома культуры, 7 клубов, быткомбинат, гостиница.
1992—2000 годах — исполнительный директор по вопросам агропромышленного производства Ассоциации делового сотрудничества фермерских хозяйств Крыма.
Народный депутат СССР (1989—1991) от колхозов, объединяемых Союзным советом колхозов.

## Награды
- Герой Социалистического Труда (1977)
- Заслуженный агроном УССР (1964)
- Золотая медаль ВДНХ (1980)
- Удостоен высшего знака отличия Автономной Республики Крым — «За верность долгу» (2009)